# SARTA
SARTA este un acronim pentru Societatea Anonimă Română de Transporturi Aeriene, una din companiile aeriene din România interbelică. , care a fuzionat în 1937 cu compania de stat Liniile Aeriene Române Exploatate de Stat (LARES). Compania rezultată din fuzionare s-a numit Liniile Aeriene Române Exploatate cu Statul, marcând asocierea capitalului privat cu cel de stat, acronimul fiind tot LARES, iar numele de SARTA a încetat să mai fie folosit.